# La vida continúa (película de 1969)
La vida continúa es una película filmada en colores de Argentina dirigida por Emilio Vieyra según el guion de Salvador Valverde Calvo que se estrenó el 4 de septiembre de 1969 y que tuvo como protagonistas a Sandro, Cuny Vera, Ricardo Bauleo y Ana Casares.

## Sinopsis
Un joven pianista, cansado de trabajar en una editora musical, se dedica a cantar, pero siempre soñando con ser un gran concertista. Así conoce a una mujer, algo mayor que él, quien lo ayuda a estudiar y lo patrocina, pero enamorándose perdidamente del muchacho.

## Reparto
- Sandro
- Cuny Vera
- Ricardo Bauleo
- Ana Casares
- Linda Peretz …Marta
- Ricardo Castro Ríos
- Elba Rosquellas
- Alejandro Anderson
- Isidro Fernán Valdez
- Polanska Kromar
- Mauricio Guzmán
- Nelly Beltrán
- María Luisa Robledo
- Betty Solís
- Carlitos Muruzeta

## Comentarios
La Nación opinó:

”Una comedia intrascendente y sencilla en la que el tema no es  más que un pretexto para lucir las habilidades del cantante, que se muestra bastante más suelto –en la faz interpretativa- que en su film anterior.”

revista Gente dijo:

”Obviamente, si le gusta Sandro, véala. En caso contraio… .”

Manrupe y Portela escriben:

”En su segundo protagónico, Sandro se mete con la música clásica, esquiva a una protectora madura y se queda con la chica mientras los productores cosechan dividendos. Otro éxito de boletería.”